# Soestia zonaria
Soestia zonaria är en ryggsträngsdjursart som först beskrevs av Peter Simon Pallas 1774.  Soestia zonaria ingår i släktet Soestia och familjen bandsalper. Inga underarter finns listade i Catalogue of Life.